# Bravo Brontosauro
Bravo Brontosauro è un libro di divulgazione scientifica di Stephen Jay Gould, professore di geologia, biologia e storia della scienza all'Università di Harvard. 
Il testo italiano è la prima sezione del libro originale Bully for brontosaurus e contiene solo le prime 5 parti. La casa editrice Feltrinelli giudicò il testo troppo lungo per una sola pubblicazione e le parti ulteriori, dalla 6 alla 10, le ha pubblicate col titolo Risplendi grande lucciola qualche anno dopo.

## Contenuto
Il libro si suddivide in 5 parti:
- Parte prima. La storia nell'evoluzione
  - 1= Il gluteo sinistro di George Canning e l'origine delle specie
  - 2= Il più grande racconto dei fratelli Grimm
  - 3= Due miti dalle origini a Cooperstown
  - 4= Il pollice del panda nella tecnologia

- Parte seconda. Dinomania
  - 5= Bravo brontosauro
  - 6= Sfruttiamo i dinosauri

- Parte terza. Adattamento
  - 7= Le uova del kiwi e la Campana della Libertà
  - 8= Capezzoli maschili e glande clitorideo
  - 9= Non necessariamente un'ala

- Parte quarta. Mode passeggere ed errori
  - 10= Il caso del clone di fox-terrier strisciante
  - 11= Il piccolo scherzo della vita
  - 12= La catena della ragione contro la catena dei pollici

- Parte quinta. Arte e scienza
  - 13= Madame Jeannette
  - 14= Ali rosse nel tramonto
  - 15= L'angolo facciale di Camper
  - 16= Preconcetti letterari sulla china scivolosa

## Edizioni
- Stephen Jay Gould, Bravo brontosauro, traduzione di Libero Sosio, Saggi, Feltrinelli - Milano, 1992,  p. 267, ISBN 88-07-08113-X.